# Begraafplaats van Kloosterzande
De begraafplaats van Kloosterzande is een gemeentelijke begraafplaats in het Nederlandse dorp Kloosterzande (gemeente Hulst) in de provincie Zeeland. De begraafplaats ligt aan de Hulsterweg op zo'n 200 m ten oosten van de Hof te Zandekerk. Ze werd in 1830 aangelegd en heeft een min of meer rechthoekig grondplan met een oppervlakte van 5.000 m². De toegang bestaat uit een dubbel metalen traliehek tussen twee hardstenen pijlers in late empirestijl. Aan het einde van het centrale pad staat een lijkenhuisje. In 2010 werd de begraafplaats heringericht. De andere begraafplaats in Kloosterzande is het rooms-katholieke kerkhof achter de Sint-Martinuskerk.

## Britse militaire graven
Links van het centrale pad ligt een perk met 3 Britse oorlogsgraven uit de Tweede Wereldoorlog. De graven zijn van Frank Blood, bemanningslid van het Royal Air Force Volunteer Reserve, Richard McCandless McKnight, schutter bij de Cameronians (Scottish Rifles) en Robert Kirk, pionier bij de Royal Engineers. Hun graven worden onderhouden door de Commonwealth War Graves Commission en zijn er geregistreerd onder Kloosterzande General Cemetery.